# Almoez Ali
Almoez Ali Zainalabiddin Abdulla (Cartum, 19 de agosto de 1996), conhecido como Almoez Ali, é um futebolista catariano de origem sudanesa que atua como atacante. Atualmente joga no Al-Duhail e na Seleção Qatariana.
Ele migrou junto a sua família quando era criança para o Catar.

## Carreira por clubes[5]
Em Julho de 2015 ele se juntou ao time austríaco LASK, mas o seu primeiro gol só aconteceu em novembro do mesmo ano.
Em janeiro de 2016 ele se transferiu para o  Cutural Leonesa, da terceira divisão da Espanha, onde marcou o seu primeiro gol em abril do mesmo ano sendo o primeiro jogador catariano a marcar um gol em uma liga espanhola.
Na metade do ano de 2016, foi para o Al-Duhail, acumulando nos ultimos anos bons aproveitamentos técnicos.

## Carreira internacional
Pela seleção do Catar esteve no plantel  na Copa da Ásia de 2019,Copa América de 2019 e a Copa Ouro da CONCACAF de 2021.
Na Copa da Ásia de 2019, sagrou-se o artilheiro com 9 gols em 7 jogos e atualmente é o artilheiro máximo da seleção quatari com 42 gols.

## Títulos
Al-Duhail
- Liga do Catar: 2016–17, 2017–18, 2019–20, 2022–23
- Copa do Emir do Catar: 2022
- Copa do Catar: 2023
- Copa das Estrelas do Catar: 2022–23

Seleção Catari
- Copa da Ásia: 2019, 2023

### Artilharias
- Copa Ouro da CONCACAF de 2021: (4 gols)
- Copa da Ásia de 2019: (9 gols)